# Jorge Ferreira de Vasconcelos
Jorge Ferreira de Vasconcelos (¿? - 1585) fue un escritor, cortesano y comediógrafo portugués del Renacimiento.

## Biografía
Muy poco e inseguro se sabe sobre él. Pudo nacer en Lisboa, Coímbra o Montemor-o-Velho, pero sí se conoce que fue mozo de cámara del Infante don Duarte hasta su fallecimiento en 1540, pues figura en la Relaçam dos Moradores que se realizó con este motivo. Parece que después pasó a servir en la casa del Príncipe don Juan, al que dedicó su Comedia Eufrósina y sus Triunfos de Sagramor. Pero de nuevo murió su protector en 1564 y pasó al servicio del que sería rey don Sebastián, al que dedicó unas Obras Moraes ("Obras morales") que no han subsistido, como el propio rey.
Fue escribano del tesoro y de la Casa de la India. Según Diogo Barbosa Machado, autor de la Bibliotheca Lusitana, habría sido miembro de la Orden de Cristo y se habría casado con Ana de Sousa (de Souto o de Silva, según otras fuentes), de la que habría tenido dos hijos: Paulo (muerto en el desastre de Alcazarquivir con el rey don Sebastián) y Briolanja, que se habría casado con un tal Antonio de Noronha. Aunque las noticias de Barbosa Machado no son de fiar, se puede atestiguar que Noronha existió, pues fue el editor de las obras de su suegro y también se ha comprobado el fallecimiento de su hijo en Alcazarquivir.
Se ha especulado con que Vasconcelos hubiera estudiado en Coímbra y es cierto que estuvo en la ciudad y la conocía, pero no podemos saber si como estudiante o como servidor de la casa de Aveiro.
En su obra destacan tres comedias que imitan La Celestina de Fernando de Rojas: la Comedia Euprósina (1551), ya citada, la Comedia Ulyssipo (1618) y la Comedia Aulegraphia (1619), que suponen un trasvase del género celestinesco a la cultura portuguesa. La primera ha sido la más estudiada y se divide en cinco actos y numerosas escenas. La tradujo al español el capitán manchego Fernando de Ballesteros y Saavedra, que figura en la edición como simple editor. La diferencia con su modelo es que el galán es de inferior clase social y recurre a una prima suya en vez de a una alcahueta. Su lenguaje es tan coloquial y popular como su modelo, plagado de dichos, refranes y cantares, algunos de ellos incluso en español. Y el final no es trágico, sino moral: termina en feliz matrimonio entre los personajes virtuosos, Eufrósina y Zelótipo, pero el burlador y tercero Cariófilo será obligado a casarse con una muchacha con la que ha sido sorprendido y de la que se ha enamorado. De forma que la obra deja de ser tragicomedia para convertirse sencillamente en comedia de enredo amoroso. Junto al influjo de Rojas se deja sentir el de la alcahueta Poncia de la Segunda Celestina de Feliciano de Silva y Cariófilo retoma aspectos del bravucón Centurio en la obra de Rojas.
Sus otras comedias son de tinte parecido y en la tercera destacan tres personajes españoles burlescos que hablan en español: una joven prostituta (Sevillana), inspirada en la Areúsa de Fernando de Rojas, un lacayo hablador y un hidalgo pobre. Tanto en Euphrosina como en Ulyssipo utiliza Ferreira de Vasconçelos materiales procedentes de las Cartas de Refranes de Blasco de Garay. Su vinculación con la literatura castellana se extiende en el Ulyssipo a mencionar elogiosamente a Garcilaso de la Vega y también a Juan del Encina, Juan de Mena o Garci Sánchez de Badajoz. 
Sus Obras Moraes parecen haber contenido un "Coloquio sobre o Psalmo LX" y un "Diálogo das grandeças de Salomâo". Tampoco han llegado a nosotros una comedia titulada Peregrino, el Memorial das proezas da segunda Tavola Redonda y un Colloquio sobre perros, pero sí se ha conservado su libro de caballerías Triunfos de Sagramor (1554), segunda versión del perdido Memorial.

## Obras
- Comedia Euphrosyna (1560)
- Comedia Ulyssipo (1618)
- Comedia Aulegraphia (1619)
- Triunfos de Sagramor (1554).